# Під Золотою Розою (Галицька Жидівська Кнайпа)

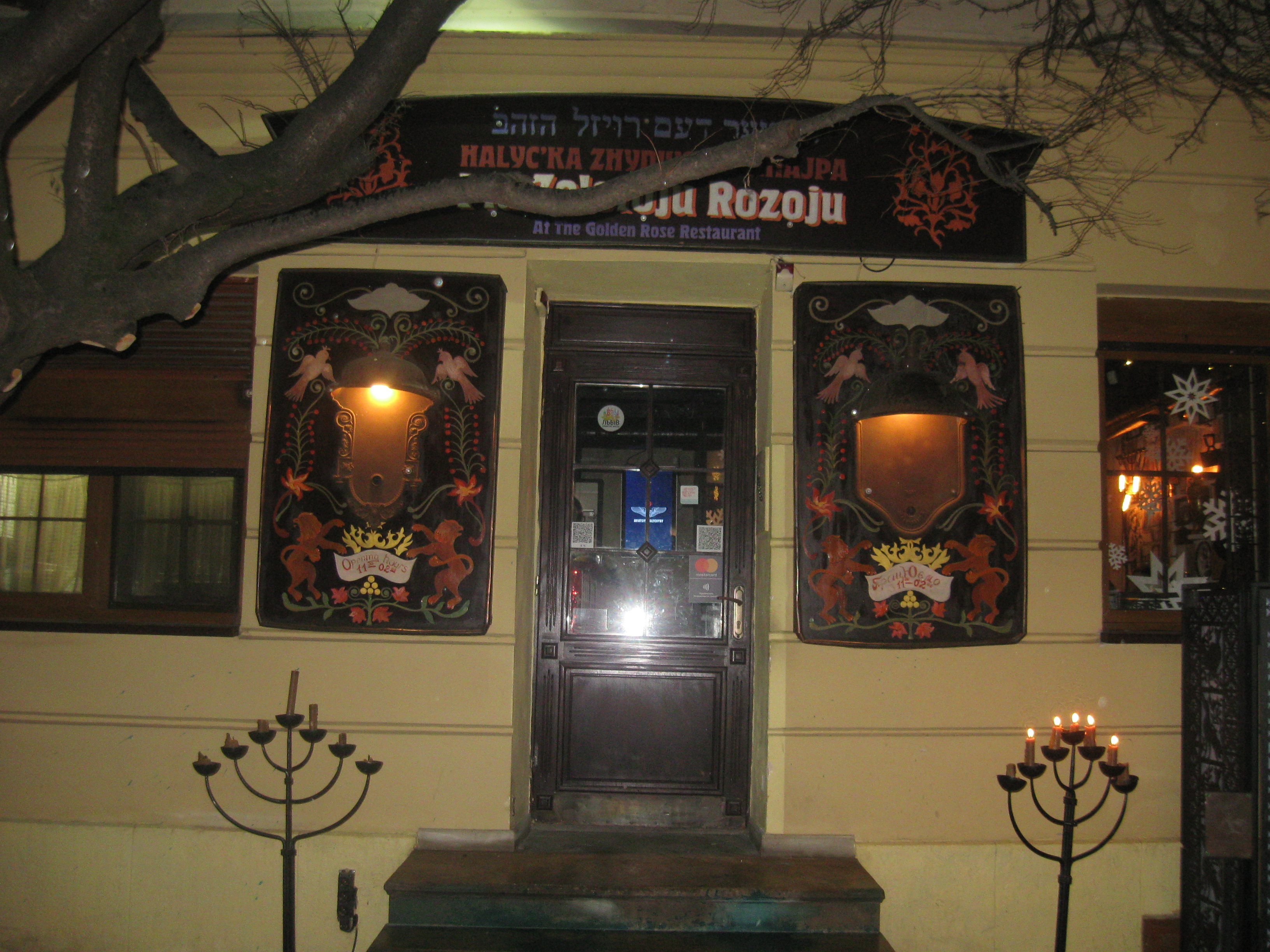
Вхід до ресторану «Під Золотою Розою», кінець грудня 2018 року

«Під Золотою Розою (Галицька Жидівська Кнайпа)» — ресторан-кнайпа у Львові, який відкрився 2008 року. Входить до мережі концептуальних авторських ресторанів «!ФЕСТ».

## Опис
Розташований на вулиці Староєврейській, неподалік місця, де до 1942 року стояла синагога Золота Роза, у центральній частині Львова.
Ресторан оформлений скатертинами ручної роботи, швейними машинками, скрипками, свічками та менорами. Однією із концептуальних традицій є омивання рук гостей перед початком трапези. Меню являє собою літературний альманах, що розповідає про історію євреїв Львова. Ще одною особливістю меню є відсутність цін. Це дає змогу відвідувачам та офіціанту торгуватись за ціни замовлених страв.
Особливості кухні: фарширований щупак, форшмак, рублена печінка, хумус (мастило до маци), вареники з рибою, цимес (морква з чорносливом), флячки. Додаткові атракції: примірка пейсів та капелюхів, частування «пейсихівкою» (настоянкою на родзинках), жива клезмерська музика.

## Критика
У 2008 році директор Львівського обласного єврейського благодійного фонду «Хесед Ар'є» Ада Діанова в інтерв'ю сказала, що оцінює позитивно відкриття галицької жидівської кнайпи «Під Золотою Розою».
Однак, у 2012 році за проханням директора Наукового центру Петрякової та єврейської громади міста Львова «Турей Загав» Мейлаха Шейхета Національна експертна комісія України з питань захисту суспільної моралі вирішила перевірити кав'ярню на законність розміщення біля важливого для єврейської громади місця. 1943 року там стояли 3 приміщення — міська синагога, синагога «Турей Захав» та будинок навчання «Бейт гаМідраш». Також, за словами Шейхета, кнайпа ображає національні інтереси єврейського народу. Власники закладу заперечують будь-які прояви антисемітизму та стверджують, що ресторан відтворює затишок та тепло справжньої єврейської оселі, а також що «Жидівська Кнайпа» — це одне з небагатьох львівських місць, де можна дізнатися про єврейську культуру.